# Iris kerneriana
Iris kerneriana är en irisväxtart som beskrevs av Paul Friedrich August Ascherson, Paul Ernst Emil Sintenis och John Gilbert Baker. Iris kerneriana ingår i släktet irisar, och familjen irisväxter. Inga underarter finns listade i Catalogue of Life.